# Vuelta a Bélgica 2024
La 93.ª edición de la Vuelta a Bélgica fue una carrera de ciclismo en ruta por etapas que se celebró entre el 12 y el 16 de junio de 2024 con inicio en la ciudad de Beringen y final en la capital Bélgica, Bruselas. El recorrido constó de un total de 5 etapas sobre una distancia total de 748,9 km.
La carrera hizo parte del circuito UCI ProSeries, dentro de la categoría 2.Pro. El vencedor fue el noruego Søren Wærenskjold del Uno-X Mobility, quien estuvo acompañado en el podio por el checo Mathias Vacek del Lidl-Trek y el español Alex Aranburu del Movistar, segundo y tercer clasificado respectivamente.

## Equipos participantes
Tomaron parte en la carrera 22 equipos: 9 de categoría UCI WorldTeam, 9 de categoría UCI ProTeam, 4 de categoría Continental y 2 de ciclocrós. Formaron así un pelotón de 166 ciclistas de los que acabaron 136. Los equipos participantes fueron:
| WorldTeams (9)- Alpecin-Deceuninck - Arkéa-B&B Hotels - Decathlon-AG2R La Mondiale - Intermarché-Wanty - Lidl-Trek - Movistar Team - Soudal Quick-Step - Team dsm-firmenich PostNL - Team Visma \| Lease a Bike ProTeams (9)- Bingoal WB - Israel-Premier Tech - Lotto Dstny - TDT-Unibet - Team Flanders-Baloise - Team Novo Nordisk - Polti Kometa - TotalEnergies - Uno-X Mobility Equipos continentales (5)- BEAT Cycling Club - Philippe Wagner-Bazin - Tarteletto-Isorex - Volkerwessels Cycling Team - Baloise Trek Lions Unknown team category- Pauwels Sauzen-Bingoal |
| |

## Etapas
| Etapa     | Fecha     | Recorrido                        | type                    | Distancia (km) | Ganador           | Líder             |
| --------- | --------- | -------------------------------- | ----------------------- | -------------- | ----------------- | ----------------- |
| 1.ª etapa | 12 de jun | Beringen – Beringen              | contrarreloj individual | 12             | Søren Wærenskjold | Søren Wærenskjold |
| 2.ª etapa | 13 de jun | Merelbeke – Knokke-Heist         | etapa llana             | 185,5          | Tim Merlier       | Søren Wærenskjold |
| 3.ª etapa | 14 de jun | Turnhout – Scherpenheuvel-Zichem | etapa llana             | 188,2          | Jasper Philipsen  | Søren Wærenskjold |
| 4.ª etapa | 15 de jun | Durbuy – Durbuy                  | etapa escarpada         | 177,1          | Alex Aranburu     | Søren Wærenskjold |
| 5.ª etapa | 16 de jun | Bruselas – Bruselas              | etapa llana             | 186,1          | Tim Merlier       | Søren Wærenskjold |

## Desarrollo de la carrera

### 1.ª etapa
| Beringen - Beringen | contrarreloj individual | (12 km) |

| \| Clasificación de la etapa \| Clasificación de la etapa \| Clasificación de la etapa \| Clasificación de la etapa \| Clasificación de la etapa \| \| Ciclista \| Ciclista \| Equipo \| Tiempo \| \| \| ------------------------- \| ------------------------- \| -------------------------- \| ------------------------- \| ------------------------- \| \| 1.º \| Søren Wærenskjold \| Uno-X Mobility \| 13 min 24 s \| \| \| 2.º \| Mathias Vacek \| Lidl-Trek \| + 2 s \| \| \| 3.º \| Rune Herregodts \| Intermarché-Wanty \| + 10 s \| \| \| 4.º \| Edoardo Affini \| Team Visma \\| Lease a Bike \| + 11 s \| \| \| 5.º \| Alec Segaert \| Lotto Dstny \| + 12 s \| \| \| 6.º \| Kasper Asgreen \| Soudal Quick-Step \| + 14 s \| \| \| 7.º \| Alex Aranburu \| Movistar Team \| + 17 s \| \| \| 8.º \| Jasper Stuyven \| Lidl-Trek \| + 17 s \| \| \| 9.º \| Daan Hoole \| Lidl-Trek \| + 18 s \| \| \| 10.º \| Josef Černý \| Soudal Quick-Step \| + 21 s \| \| |                   |                            |             |
| |                   |                            |             |
| Fuente: ProCyclingStats |                   |                            |             |
| Clasificación de la etapa |                   |                            |             |
| Ciclista | Ciclista          | Equipo                     | Tiempo      |
| 1.º | Søren Wærenskjold | Uno-X Mobility             | 13 min 24 s |
| 2.º | Mathias Vacek     | Lidl-Trek                  | + 2 s       |
| 3.º | Rune Herregodts   | Intermarché-Wanty          | + 10 s      |
| 4.º | Edoardo Affini    | Team Visma \| Lease a Bike | + 11 s      |
| 5.º | Alec Segaert      | Lotto Dstny                | + 12 s      |
| 6.º | Kasper Asgreen    | Soudal Quick-Step          | + 14 s      |
| 7.º | Alex Aranburu     | Movistar Team              | + 17 s      |
| 8.º | Jasper Stuyven    | Lidl-Trek                  | + 17 s      |
| 9.º | Daan Hoole        | Lidl-Trek                  | + 18 s      |
| 10.º | Josef Černý       | Soudal Quick-Step          | + 21 s      |

| \| Clasificación general \| Clasificación general \| Clasificación general \| Clasificación general \| Clasificación general \| \| Ciclista \| Ciclista \| Equipo \| Tiempo \| \| \| --------------------- \| --------------------- \| -------------------------- \| --------------------- \| --------------------- \| \| 1.º \| Søren Wærenskjold \| Uno-X Mobility \| 13 min 24 s \| \| \| 2.º \| Mathias Vacek \| Lidl-Trek \| + 2 s \| \| \| 3.º \| Rune Herregodts \| Intermarché-Wanty \| + 10 s \| \| \| 4.º \| Edoardo Affini \| Team Visma \\| Lease a Bike \| + 11 s \| \| \| 5.º \| Alec Segaert \| Lotto Dstny \| + 12 s \| \| \| 6.º \| Kasper Asgreen \| Soudal Quick-Step \| + 14 s \| \| \| 7.º \| Alex Aranburu \| Movistar Team \| + 17 s \| \| \| 8.º \| Jasper Stuyven \| Lidl-Trek \| + 17 s \| \| \| 9.º \| Daan Hoole \| Lidl-Trek \| + 18 s \| \| \| 10.º \| Josef Černý \| Soudal Quick-Step \| + 21 s \| \| |                   |                            |             |
| |                   |                            |             |
| Fuente: ProCyclingStats |                   |                            |             |
| Clasificación general |                   |                            |             |
| Ciclista | Ciclista          | Equipo                     | Tiempo      |
| 1.º | Søren Wærenskjold | Uno-X Mobility             | 13 min 24 s |
| 2.º | Mathias Vacek     | Lidl-Trek                  | + 2 s       |
| 3.º | Rune Herregodts   | Intermarché-Wanty          | + 10 s      |
| 4.º | Edoardo Affini    | Team Visma \| Lease a Bike | + 11 s      |
| 5.º | Alec Segaert      | Lotto Dstny                | + 12 s      |
| 6.º | Kasper Asgreen    | Soudal Quick-Step          | + 14 s      |
| 7.º | Alex Aranburu     | Movistar Team              | + 17 s      |
| 8.º | Jasper Stuyven    | Lidl-Trek                  | + 17 s      |
| 9.º | Daan Hoole        | Lidl-Trek                  | + 18 s      |
| 10.º | Josef Černý       | Soudal Quick-Step          | + 21 s      |

### 2.ª etapa
| Merelbeke - Knokke-Heist | etapa llana | (185,5 km) |

| \| Clasificación de la etapa \| Clasificación de la etapa \| Clasificación de la etapa \| Clasificación de la etapa \| Clasificación de la etapa \| \| Ciclista \| Ciclista \| Equipo \| Tiempo \| \| \| ------------------------- \| ------------------------- \| -------------------------- \| ------------------------- \| ------------------------- \| \| 1.º \| Tim Merlier \| Soudal Quick-Step \| 3 h 59 min 22 s \| \| \| 2.º \| Jasper Philipsen \| Alpecin-Deceuninck \| + 0 s \| \| \| 3.º \| Olav Kooij \| Team Visma \\| Lease a Bike \| + 0 s \| \| \| 4.º \| Pierre Barbier \| Philippe Wagner-Bazin \| + 0 s \| \| \| 5.º \| Lionel Taminiaux \| Lotto Dstny \| + 0 s \| \| \| 6.º \| Mike Teunissen \| Intermarché-Wanty \| + 0 s \| \| \| 7.º \| Søren Wærenskjold \| Uno-X Mobility \| + 0 s \| \| \| 8.º \| Edward Theuns \| Lidl-Trek \| + 0 s \| \| \| 9.º \| Gerben Thijssen \| Intermarché-Wanty \| + 0 s \| \| \| 10.º \| Matyáš Kopecký \| Team Novo Nordisk \| + 0 s \| \| |                   |                            |                 |
| |                   |                            |                 |
| Fuente: ProCyclingStats |                   |                            |                 |
| Clasificación de la etapa |                   |                            |                 |
| Ciclista | Ciclista          | Equipo                     | Tiempo          |
| 1.º | Tim Merlier       | Soudal Quick-Step          | 3 h 59 min 22 s |
| 2.º | Jasper Philipsen  | Alpecin-Deceuninck         | + 0 s           |
| 3.º | Olav Kooij        | Team Visma \| Lease a Bike | + 0 s           |
| 4.º | Pierre Barbier    | Philippe Wagner-Bazin      | + 0 s           |
| 5.º | Lionel Taminiaux  | Lotto Dstny                | + 0 s           |
| 6.º | Mike Teunissen    | Intermarché-Wanty          | + 0 s           |
| 7.º | Søren Wærenskjold | Uno-X Mobility             | + 0 s           |
| 8.º | Edward Theuns     | Lidl-Trek                  | + 0 s           |
| 9.º | Gerben Thijssen   | Intermarché-Wanty          | + 0 s           |
| 10.º | Matyáš Kopecký    | Team Novo Nordisk          | + 0 s           |

| \| Clasificación general \| Clasificación general \| Clasificación general \| Clasificación general \| Clasificación general \| \| Ciclista \| Ciclista \| Equipo \| Tiempo \| \| \| --------------------- \| --------------------- \| --------------------- \| --------------------- \| --------------------- \| \| 1.º \| Søren Wærenskjold \| Uno-X Mobility \| 4 h 12 min 43 s \| \| \| 2.º \| Mathias Vacek \| Lidl-Trek \| + 2 s \| \| \| 3.º \| Rune Herregodts \| Intermarché-Wanty \| + 13 s \| \| \| 4.º \| Alec Segaert \| Lotto Dstny \| + 15 s \| \| \| 5.º \| Jasper Stuyven \| Lidl-Trek \| + 17 s \| \| \| 6.º \| Kasper Asgreen \| Soudal Quick-Step \| + 17 s \| \| \| 7.º \| Alex Aranburu \| Movistar Team \| + 19 s \| \| \| 8.º \| Daan Hoole \| Lidl-Trek \| + 21 s \| \| \| 9.º \| Josef Černý \| Soudal Quick-Step \| + 24 s \| \| \| 10.º \| Quentin Bezza \| Philippe Wagner-Bazin \| + 24 s \| \| |                   |                       |                 |
| |                   |                       |                 |
| Fuente: ProCyclingStats |                   |                       |                 |
| Clasificación general |                   |                       |                 |
| Ciclista | Ciclista          | Equipo                | Tiempo          |
| 1.º | Søren Wærenskjold | Uno-X Mobility        | 4 h 12 min 43 s |
| 2.º | Mathias Vacek     | Lidl-Trek             | + 2 s           |
| 3.º | Rune Herregodts   | Intermarché-Wanty     | + 13 s          |
| 4.º | Alec Segaert      | Lotto Dstny           | + 15 s          |
| 5.º | Jasper Stuyven    | Lidl-Trek             | + 17 s          |
| 6.º | Kasper Asgreen    | Soudal Quick-Step     | + 17 s          |
| 7.º | Alex Aranburu     | Movistar Team         | + 19 s          |
| 8.º | Daan Hoole        | Lidl-Trek             | + 21 s          |
| 9.º | Josef Černý       | Soudal Quick-Step     | + 24 s          |
| 10.º | Quentin Bezza     | Philippe Wagner-Bazin | + 24 s          |

### 3.ª etapa
| Turnhout - Scherpenheuvel-Zichem | etapa llana | (188,2 km) |

| \| Clasificación de la etapa \| Clasificación de la etapa \| Clasificación de la etapa \| Clasificación de la etapa \| Clasificación de la etapa \| \| Ciclista \| Ciclista \| Equipo \| Tiempo \| \| \| ------------------------- \| ------------------------- \| -------------------------- \| ------------------------- \| ------------------------- \| \| 1.º \| Jasper Philipsen \| Alpecin-Deceuninck \| 4 h 06 min 20 s \| \| \| 2.º \| Olav Kooij \| Team Visma \\| Lease a Bike \| + 0 s \| \| \| 3.º \| Gerben Thijssen \| Intermarché-Wanty \| + 0 s \| \| \| 4.º \| Tim Merlier \| Soudal Quick-Step \| + 0 s \| \| \| 5.º \| John Degenkolb \| Team dsm-firmenich PostNL \| + 0 s \| \| \| 6.º \| Lionel Taminiaux \| Lotto Dstny \| + 0 s \| \| \| 7.º \| Luca Mozzato \| Arkéa-B&B Hotels \| + 0 s \| \| \| 8.º \| Timothy Dupont \| Tarteletto-Isorex \| + 0 s \| \| \| 9.º \| Jasper Stuyven \| Lidl-Trek \| + 0 s \| \| \| 10.º \| Nicklas Pedersen \| TDT-Unibet \| + 0 s \| \| |                  |                            |                 |
| |                  |                            |                 |
| Fuente: ProCyclingStats |                  |                            |                 |
| Clasificación de la etapa |                  |                            |                 |
| Ciclista | Ciclista         | Equipo                     | Tiempo          |
| 1.º | Jasper Philipsen | Alpecin-Deceuninck         | 4 h 06 min 20 s |
| 2.º | Olav Kooij       | Team Visma \| Lease a Bike | + 0 s           |
| 3.º | Gerben Thijssen  | Intermarché-Wanty          | + 0 s           |
| 4.º | Tim Merlier      | Soudal Quick-Step          | + 0 s           |
| 5.º | John Degenkolb   | Team dsm-firmenich PostNL  | + 0 s           |
| 6.º | Lionel Taminiaux | Lotto Dstny                | + 0 s           |
| 7.º | Luca Mozzato     | Arkéa-B&B Hotels           | + 0 s           |
| 8.º | Timothy Dupont   | Tarteletto-Isorex          | + 0 s           |
| 9.º | Jasper Stuyven   | Lidl-Trek                  | + 0 s           |
| 10.º | Nicklas Pedersen | TDT-Unibet                 | + 0 s           |

| \| Clasificación general \| Clasificación general \| Clasificación general \| Clasificación general \| Clasificación general \| \| Ciclista \| Ciclista \| Equipo \| Tiempo \| \| \| --------------------- \| --------------------- \| -------------------------- \| --------------------- \| --------------------- \| \| 1.º \| Søren Wærenskjold \| Uno-X Mobility \| 8 h 18 min 54 s \| \| \| 2.º \| Mathias Vacek \| Lidl-Trek \| + 11 s \| \| \| 3.º \| Rune Herregodts \| Intermarché-Wanty \| + 22 s \| \| \| 4.º \| Alec Segaert \| Lotto Dstny \| + 23 s \| \| \| 5.º \| Jasper Stuyven \| Lidl-Trek \| + 25 s \| \| \| 6.º \| Kasper Asgreen \| Soudal Quick-Step \| + 26 s \| \| \| 7.º \| Alex Aranburu \| Movistar Team \| + 28 s \| \| \| 8.º \| Daan Hoole \| Lidl-Trek \| + 30 s \| \| \| 9.º \| Jasper Philipsen \| Alpecin-Deceuninck \| + 33 s \| \| \| 10.º \| Damien Touzé \| Decathlon-AG2R La Mondiale \| + 34 s \| \| |                   |                            |                 |
| |                   |                            |                 |
| Fuente: ProCyclingStats |                   |                            |                 |
| Clasificación general |                   |                            |                 |
| Ciclista | Ciclista          | Equipo                     | Tiempo          |
| 1.º | Søren Wærenskjold | Uno-X Mobility             | 8 h 18 min 54 s |
| 2.º | Mathias Vacek     | Lidl-Trek                  | + 11 s          |
| 3.º | Rune Herregodts   | Intermarché-Wanty          | + 22 s          |
| 4.º | Alec Segaert      | Lotto Dstny                | + 23 s          |
| 5.º | Jasper Stuyven    | Lidl-Trek                  | + 25 s          |
| 6.º | Kasper Asgreen    | Soudal Quick-Step          | + 26 s          |
| 7.º | Alex Aranburu     | Movistar Team              | + 28 s          |
| 8.º | Daan Hoole        | Lidl-Trek                  | + 30 s          |
| 9.º | Jasper Philipsen  | Alpecin-Deceuninck         | + 33 s          |
| 10.º | Damien Touzé      | Decathlon-AG2R La Mondiale | + 34 s          |

### 4.ª etapa
| Durbuy - Durbuy | etapa escarpada | (177,1 km) |

| \| Clasificación de la etapa \| Clasificación de la etapa \| Clasificación de la etapa \| Clasificación de la etapa \| Clasificación de la etapa \| \| Ciclista \| Ciclista \| Equipo \| Tiempo \| \| \| ------------------------- \| ------------------------- \| -------------------------- \| ------------------------- \| ------------------------- \| \| 1.º \| Alex Aranburu \| Movistar Team \| 4 h 14 min 26 s \| \| \| 2.º \| Pierre Gautherat \| Decathlon-AG2R La Mondiale \| + 0 s \| \| \| 3.º \| Jasper Philipsen \| Alpecin-Deceuninck \| + 3 s \| \| \| 4.º \| Riley Sheehan \| Israel-Premier Tech \| + 3 s \| \| \| 5.º \| Carlos Canal \| Movistar Team \| + 3 s \| \| \| 6.º \| Jasper Stuyven \| Lidl-Trek \| + 3 s \| \| \| 7.º \| Lorenzo Rota \| Intermarché-Wanty \| + 3 s \| \| \| 8.º \| Damien Touzé \| Decathlon-AG2R La Mondiale \| + 3 s \| \| \| 9.º \| Per Strand Hagenes \| Team Visma \\| Lease a Bike \| + 3 s \| \| \| 10.º \| Gonzalo Serrano Rodríguez \| Movistar Team \| + 6 s \| \| |                           |                            |                 |
| |                           |                            |                 |
| Fuente: ProCyclingStats |                           |                            |                 |
| Clasificación de la etapa |                           |                            |                 |
| Ciclista | Ciclista                  | Equipo                     | Tiempo          |
| 1.º | Alex Aranburu             | Movistar Team              | 4 h 14 min 26 s |
| 2.º | Pierre Gautherat          | Decathlon-AG2R La Mondiale | + 0 s           |
| 3.º | Jasper Philipsen          | Alpecin-Deceuninck         | + 3 s           |
| 4.º | Riley Sheehan             | Israel-Premier Tech        | + 3 s           |
| 5.º | Carlos Canal              | Movistar Team              | + 3 s           |
| 6.º | Jasper Stuyven            | Lidl-Trek                  | + 3 s           |
| 7.º | Lorenzo Rota              | Intermarché-Wanty          | + 3 s           |
| 8.º | Damien Touzé              | Decathlon-AG2R La Mondiale | + 3 s           |
| 9.º | Per Strand Hagenes        | Team Visma \| Lease a Bike | + 3 s           |
| 10.º | Gonzalo Serrano Rodríguez | Movistar Team              | + 6 s           |

| \| Clasificación general \| Clasificación general \| Clasificación general \| Clasificación general \| Clasificación general \| \| Ciclista \| Ciclista \| Equipo \| Tiempo \| \| \| --------------------- \| --------------------- \| --------------------------- \| --------------------- \| --------------------- \| \| 1.º \| Søren Wærenskjold \| Uno-X Mobility \| 12 h 33 min 32 s \| \| \| 2.º \| Mathias Vacek \| Lidl-Trek \| + 2 s \| \| \| 3.º \| Alex Aranburu \| Movistar Team \| + 6 s \| \| \| 4.º \| Jasper Stuyven \| Lidl-Trek \| + 16 s \| \| \| 5.º \| Jasper Philipsen \| Alpecin-Deceuninck \| + 20 s \| \| \| 6.º \| Kasper Asgreen \| Soudal Quick-Step \| + 21 s \| \| \| 7.º \| Damien Touzé \| Decathlon-AG2R La Mondiale \| + 25 s \| \| \| 8.º \| Per Strand Hagenes \| Team Visma \\| Lease a Bike \| + 25 s \| \| \| 9.º \| Alec Segaert \| Lotto Dstny \| + 26 s \| \| \| 10.º \| Pier-André Côté \| Israel Premier Tech Academy \| + 35 s \| \| |                    |                             |                  |
| |                    |                             |                  |
| Fuente: ProCyclingStats |                    |                             |                  |
| Clasificación general |                    |                             |                  |
| Ciclista | Ciclista           | Equipo                      | Tiempo           |
| 1.º | Søren Wærenskjold  | Uno-X Mobility              | 12 h 33 min 32 s |
| 2.º | Mathias Vacek      | Lidl-Trek                   | + 2 s            |
| 3.º | Alex Aranburu      | Movistar Team               | + 6 s            |
| 4.º | Jasper Stuyven     | Lidl-Trek                   | + 16 s           |
| 5.º | Jasper Philipsen   | Alpecin-Deceuninck          | + 20 s           |
| 6.º | Kasper Asgreen     | Soudal Quick-Step           | + 21 s           |
| 7.º | Damien Touzé       | Decathlon-AG2R La Mondiale  | + 25 s           |
| 8.º | Per Strand Hagenes | Team Visma \| Lease a Bike  | + 25 s           |
| 9.º | Alec Segaert       | Lotto Dstny                 | + 26 s           |
| 10.º | Pier-André Côté    | Israel Premier Tech Academy | + 35 s           |

### 5.ª etapa
| Bruselas - Bruselas | etapa llana | (186,1 km) |

| \| Clasificación de la etapa \| Clasificación de la etapa \| Clasificación de la etapa \| Clasificación de la etapa \| Clasificación de la etapa \| \| Ciclista \| Ciclista \| Equipo \| Tiempo \| \| \| ------------------------- \| ------------------------- \| -------------------------- \| ------------------------- \| ------------------------- \| \| 1.º \| Tim Merlier \| Soudal Quick-Step \| 3 h 51 min 51 s \| \| \| 2.º \| Jasper Philipsen \| Alpecin-Deceuninck \| + 0 s \| \| \| 3.º \| Tom Van Asbroeck \| Israel-Premier Tech \| + 0 s \| \| \| 4.º \| Mathias Vacek \| Lidl-Trek \| + 0 s \| \| \| 5.º \| Sander De Pestel \| Decathlon-AG2R La Mondiale \| + 0 s \| \| \| 6.º \| Gerben Thijssen \| Intermarché-Wanty \| + 0 s \| \| \| 7.º \| Émilien Jeannière \| TotalEnergies \| + 0 s \| \| \| 8.º \| Oded Kogut \| Israel-Premier Tech \| + 0 s \| \| \| 9.º \| Lionel Taminiaux \| Lotto Dstny \| + 0 s \| \| \| 10.º \| Matyáš Kopecký \| Team Novo Nordisk \| + 0 s \| \| |                   |                            |                 |
| |                   |                            |                 |
| Fuente: ProCyclingStats |                   |                            |                 |
| Clasificación de la etapa |                   |                            |                 |
| Ciclista | Ciclista          | Equipo                     | Tiempo          |
| 1.º | Tim Merlier       | Soudal Quick-Step          | 3 h 51 min 51 s |
| 2.º | Jasper Philipsen  | Alpecin-Deceuninck         | + 0 s           |
| 3.º | Tom Van Asbroeck  | Israel-Premier Tech        | + 0 s           |
| 4.º | Mathias Vacek     | Lidl-Trek                  | + 0 s           |
| 5.º | Sander De Pestel  | Decathlon-AG2R La Mondiale | + 0 s           |
| 6.º | Gerben Thijssen   | Intermarché-Wanty          | + 0 s           |
| 7.º | Émilien Jeannière | TotalEnergies              | + 0 s           |
| 8.º | Oded Kogut        | Israel-Premier Tech        | + 0 s           |
| 9.º | Lionel Taminiaux  | Lotto Dstny                | + 0 s           |
| 10.º | Matyáš Kopecký    | Team Novo Nordisk          | + 0 s           |

## Clasificaciones finales
- Las clasificaciones finalizaron de la siguiente forma:[3]

### Clasificación general
| \| Clasificación general \| Clasificación general \| Clasificación general \| Clasificación general \| Clasificación general \| \| Ciclista \| Ciclista \| Equipo \| Tiempo \| \| \| --------------------- \| --------------------- \| --------------------------- \| --------------------- \| --------------------- \| \| 1.º \| Søren Wærenskjold \| Uno-X Mobility \| 16 h 25 min 20 s \| \| \| 2.º \| Mathias Vacek \| Lidl-Trek \| + 4 s \| \| \| 3.º \| Alex Aranburu \| Movistar Team \| + 7 s \| \| \| 4.º \| Jasper Philipsen \| Alpecin-Deceuninck \| + 17 s \| \| \| 5.º \| Jasper Stuyven \| Lidl-Trek \| + 19 s \| \| \| 6.º \| Kasper Asgreen \| Soudal Quick-Step \| + 24 s \| \| \| 7.º \| Alec Segaert \| Lotto Dstny \| + 26 s \| \| \| 8.º \| Damien Touzé \| Decathlon-AG2R La Mondiale \| + 28 s \| \| \| 9.º \| Per Strand Hagenes \| Team Visma \\| Lease a Bike \| + 28 s \| \| \| 10.º \| Pier-André Côté \| Israel Premier Tech Academy \| + 35 s \| \| |                    |                             |                  |
| |                    |                             |                  |
| Fuente: ProCyclingStats |                    |                             |                  |
| Clasificación general |                    |                             |                  |
| Ciclista | Ciclista           | Equipo                      | Tiempo           |
| 1.º | Søren Wærenskjold  | Uno-X Mobility              | 16 h 25 min 20 s |
| 2.º | Mathias Vacek      | Lidl-Trek                   | + 4 s            |
| 3.º | Alex Aranburu      | Movistar Team               | + 7 s            |
| 4.º | Jasper Philipsen   | Alpecin-Deceuninck          | + 17 s           |
| 5.º | Jasper Stuyven     | Lidl-Trek                   | + 19 s           |
| 6.º | Kasper Asgreen     | Soudal Quick-Step           | + 24 s           |
| 7.º | Alec Segaert       | Lotto Dstny                 | + 26 s           |
| 8.º | Damien Touzé       | Decathlon-AG2R La Mondiale  | + 28 s           |
| 9.º | Per Strand Hagenes | Team Visma \| Lease a Bike  | + 28 s           |
| 10.º | Pier-André Côté    | Israel Premier Tech Academy | + 35 s           |

### Clasificación por puntos
| Clasificación por puntos | Clasificación por puntos | Clasificación por puntos   | Clasificación por puntos | Clasificación por puntos |
| Ciclista                 | Ciclista                 | Equipo                     | Puntos                   |                          |
| ------------------------ | ------------------------ | -------------------------- | ------------------------ | ------------------------ |
| 1.º                      | Jasper Philipsen         | Alpecin-Deceuninck         | 102 pts                  |                          |
| 2.º                      | Tim Merlier              | Soudal Quick-Step          | 79 pts                   |                          |
| 3.º                      | Gerben Thijssen          | Intermarché-Wanty          | 48 pts                   |                          |
| 4.º                      | Olav Kooij               | Team Visma \| Lease a Bike | 47 pts                   |                          |
| 5.º                      | Lionel Taminiaux         | Lotto Dstny                | 43 pts                   |                          |
| 6.º                      | Alex Aranburu            | Movistar Team              | 39 pts                   |                          |
| 7.º                      | Mathias Vacek            | Lidl-Trek                  | 37 pts                   |                          |
| 8.º                      | Jasper Stuyven           | Lidl-Trek                  | 34 pts                   |                          |
| 9.º                      | Søren Wærenskjold        | Uno-X Mobility             | 33 pts                   |                          |
| 10.º                     | Pierre Gautherat         | Decathlon-AG2R La Mondiale | 25 pts                   |                          |

### Clasificación de los jóvenes
| Clasificación del mejor joven | Clasificación del mejor joven | Clasificación del mejor joven | Clasificación del mejor joven | Clasificación del mejor joven |
| Ciclista                      | Ciclista                      | Equipo                        | Tiempo                        |                               |
| ----------------------------- | ----------------------------- | ----------------------------- | ----------------------------- | ----------------------------- |
| 1.º                           | Mathias Vacek                 | Lidl-Trek                     | 16 h 25 min 24 s              |                               |
| 2.º                           | Alec Segaert                  | Lotto Dstny                   | + 22 s                        |                               |
| 3.º                           | Per Strand Hagenes            | Team Visma \| Lease a Bike    | + 24 s                        |                               |
| 4.º                           | Pierre Gautherat              | Decathlon-AG2R La Mondiale    | + 39 s                        |                               |
| 5.º                           | Iván Romeo                    | Movistar Team                 | + 43 s                        |                               |
| 6.º                           | Joseph Blackmore              | Israel-Premier Tech           | + 1 min 08 s                  |                               |
| 7.º                           | Pepijn Reinderink             | Soudal Quick-Step             | + 3 min 40 s                  |                               |
| 8.º                           | Davide De Cassan              | Team Polti Kometa             | + 7 min 01 s                  |                               |
| 9.º                           | Martin Svrček                 | Soudal Quick-Step             | + 7 min 32 s                  |                               |
| 10.º                          | Matyáš Kopecký                | Team Novo Nordisk             | + 8 min 44 s                  |                               |

### Clasificación por equipos
| Clasificación por equipos | Clasificación por equipos  | Clasificación por equipos | Clasificación por equipos |
| Equipo                    | Equipo                     | Tiempo                    |                           |
| ------------------------- | -------------------------- | ------------------------- | ------------------------- |
| 1.º                       | Movistar Team              | 49 h 17 min 22 s          |                           |
| 2.º                       | Lidl-Trek                  | + 3 s                     |                           |
| 3.º                       | Lotto Dstny                | + 19 s                    |                           |
| 4.º                       | Decathlon-AG2R La Mondiale | + 52 s                    |                           |
| 5.º                       | Israel-Premier Tech        | + 1 min 16 s              |                           |

## Evolución de las clasificaciones
| Etapa                   |                         | Ganador _         | Clasificación general | Puntos            | Jóvenes       | Equipo _      |
| ----------------------- | ----------------------- | ----------------- | --------------------- | ----------------- | ------------- | ------------- |
| 1.ª etapa               | contrarreloj individual | Søren Wærenskjold | Søren Wærenskjold     | Søren Wærenskjold | Mathias Vacek | Lidl-Trek     |
| 2.ª etapa               | etapa llana             | Tim Merlier       | Søren Wærenskjold     | Søren Wærenskjold | Mathias Vacek | Lidl-Trek     |
| 3.ª etapa               | etapa llana             | Jasper Philipsen  | Søren Wærenskjold     | Jasper Philipsen  | Mathias Vacek | Lidl-Trek     |
| 4.ª etapa               | etapa escarpada         | Alex Aranburu     | Søren Wærenskjold     | Jasper Philipsen  | Mathias Vacek | Movistar Team |
| 5.ª etapa               | etapa llana             | Tim Merlier       | Søren Wærenskjold     | Jasper Philipsen  | Mathias Vacek | Movistar Team |
| Clasificaciones finales | Clasificaciones finales |                   | Søren Wærenskjold     | Jasper Philipsen  | Mathias Vacek | Movistar Team |

## UCI World Ranking
La Vuelta a Bélgica otorgó puntos para el UCI World Ranking para corredores de los equipos en las categorías UCI WorldTeam, UCI ProTeam y Continental. Las siguientes tablas son el baremo de puntuación y los diez corredores que obtuvieron más puntos:
| Posición              | 1.º | 2.º | 3.º | 4.º | 5.º | 6.º | 7.º | 8.º | 9.º | 10.º | 11.º | 12.º | 13.º | 14.º | 15.º | 16.º-30.º | 31.º-40.º |
| Clasificación general | 200 | 150 | 125 | 100 | 85  | 70  | 60  | 50  | 40  | 35   | 30   | 25   | 20   | 15   | 10   | 5         | 3         |
| Por etapa             | 20  | 15  | 10  | 5   | 3   |     |     |     |     |      |      |      |      |      |      |           |           |
| Líder                 | 5   |     |     |     |     |     |     |     |     |      |      |      |      |      |      |           |           |

| Clasificación |                    |                            |         |       |       |       |
| Posición      | Ciclista           | Equipo                     | General | Etapa | Líder | Total |
| ------------- | ------------------ | -------------------------- | ------- | ----- | ----- | ----- |
| 1.º           | Søren Wærenskjold  | Uno-X Mobility             | 200     | 20    | 20    | 240   |
| 2.º           | Mathias Vacek      | Lidl-Trek                  | 150     | 20    | -     | 170   |
| 3.º           | Jasper Philipsen   | Alpecin-Deceuninck         | 100     | 60    | -     | 160   |
| 4.º           | Alex Aranburu      | Movistar                   | 125     | 20    | -     | 145   |
| 5.º           | Jasper Stuyven     | Lidl-Trek                  | 85      | -     | -     | 85    |
| 6.º           | Kasper Asgreen     | Soudal Quick-Step          | 70      | -     | -     | 70    |
| 7.º           | Alec Segaert       | Lotto Dstny                | 60      | 3     | -     | 63    |
| 8.º           | Damien Touzé       | Decathlon AG2R La Mondiale | 50      | -     | -     | 50    |
| 9.º           | Tim Merlier        | Soudal Quick-Step          | -       | 45    | -     | 45    |
| 10.º          | Per Strand Hagenes | Visma \| Lease a Bike      | 40      | -     | -     | 40    |